# Wilhelm, Prinț de Hohenzollern
Wilhelm, Prinț de Hohenzollern (nume la naștere Wilhelm August Karl Joseph Peter Ferdinand Benedikt Fürst von Hohenzollern; n. 7 martie 1864, Benrath⁠(d), Regatul Prusiei, Imperiul German – d. 22 octombrie 1927, Sigmaringen, Republica de la Weimar) a fost fiul cel mare al lui Leopold, Prinț de Hohenzollern și a Infanta Antónia a Portugaliei. Bunicii materni au fost Maria a II-a a Portugaliei și regele consort Ferdinand al II-lea al Portugaliei.
Wilhelm a fost fratele mai mare al regelui Ferdinand I al României. Verișorii primari pe linie maternă includ printre alții pe: Carlos I al Portugaliei, Infantele Afonso, Duce de Porto, Frederic Augustus al III-lea de Saxonia și Prințesa Maria Josepha de Saxonia.
Între 1880 și 1886, Wilhelm a fost moștenitor prezumptiv al tronului României. La 20 decembrie 1886, a renunțat la drepturile sale la succesiunea tronului Regatului României .

## Familie
La 27 iunie 1889, Wilhelm s-a căsătorit cu Prințesa Maria Teresa de Bourbon-Două Sicilii. Părinții ei erau Prințul Louis, Conte de Trani și Matilda Ludovica, Ducesă de Bavaria. Louis era fiul cel mare al regelui Ferdinand al II-lea al celor Două Sicilii și a celei de-a doua soții Arhiducesa Maria Theresa de Austria. Matilda a fost a patra fiică a lui Maximilian, Duce de Bavaria și a Prințesei Ludovica de Bavaria. Wilhelm și Maria Teresa au avut trei copii:
- Augusta Victoria (19 august 1890 – 29 august 1966). S-a căsătorit cu Manuel al II-lea al Portugaliei apoi s-a recăsătorit cu Robert, Conte Douglas.
- Frederic Victor (30 august 1891 – 6 februarie 1965). S-a căsătorit cu Prințesa Margarete Karola de Saxonia, care era fiica lui Frederic Augustus al III-lea de Saxonia și a Arhiducesei Luise, Prințesă de Toscana.
- Franz Joseph (30 august 1891 – 3 aprilie 1964). S-a căsătorit cu Prințesa Maria Alix de Saxonia, de asemenea fiică a lui Frederic Augustus al III-lea de Saxonia și a Arhiducesei Luise, Prințesă de Toscana.

După șase ani de la decesul primei soții, la 20 ianuarie 1915, la Munchen, Bavaria, Germania, Wilhelm s-a recăsătorit cu Prințesa Adelgunde de Bavaria. Cuplul nu a avut copii.

## Succesiunea la Regatul României
La 22 noiembrie, tatăl lui Wilhelm, Prințul Leopold, a renunțat la drepturile sale la succesiunea Principatului României în favoarea fiilor săi.
Când s-a familiarizat cu situația din România, Wilhelm în vârstă de 22 de ani a renunțat la toate drepturile de succesiune ale regatului (din 1881) României printr-o scrisoare datată în limba franceză 20 decembrie 1886.
În 1914, după decesul regelui Carol I al României, următorul frate a lui Wilhelm, Ferdinand, i-a succedat în România.